# Герб Перещепиного
Герб Перещепиного — один з офіційних символів міста Перещепине Дніпропетровської області. Затверджений 9 серпня 2013 р. рішенням № 16-18/VI сесії міської ради.

## Опис
У щиті, перетятому на синє і червоне, поверх усього сидить срібний обернений сокіл, із чорними очима і золотим дзьобом, що тримає в лапах дві золоті стріли, покладені в косий хрест.

## Історія

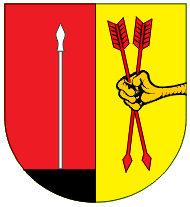
Проект герба Перещепиного 1996 року

Відомий проект герба Перещепиного 1996 року.
«Щит розсічений на червоне (праворуч) і золоте (зліва) поля. У червоній частині зображено стоячий вістрям догори на чорному краю козацький спис. У золотому — фрагмент печатки Орельської паланки (1768): виходить праворуч орлина лапа, що тримає 2 червоні схрещені стріли вістрями донизу».
У складі Орельської паланки Перещепине відігравало важливу роль як місце розміщення запорізьких сторожових загонів («Бекетів»), які несли службу на кордоні («перещепленні») між Січчю та Гетьманщиною. Прикордонний статус селища був відображений старовинної емблемою — списом, увіткненим у землю вістрям догори.